# Federico Muñoz Fernández
Federico Muñoz Fernández (San Andrés, Santander, 7 de maig de 1963) va ser un ciclista colombià, professional del 1988 al 1998. Del seu palmarès destaca el Campionat nacional en ruta de 1993 i dos victòries finals a la Volta a Veneçuela.

## Palmarès
- 1991
  - Vencedor d'una etapa a la Ruta Mèxic
- 1993
  -  Campió de Colòmbia en ruta
- 1994
  - Vencedor d'una etapa a la Volta a l'Algarve
- 1999
  - Vencedor d'una etapa a la Volta a Colòmbia
- 2001
  - 1r a la Volta a Trujillo
  - Vencedor d'una etapa a la Volta a Colòmbia
  - Vencedor d'una etapa a la Volta al Táchira
- 2002
  - 1r a la Volta a Veneçuela i vencedor d'una etapa
- 2003
  - Vencedor d'una etapa a la Volta al Táchira
  - Vencedor d'una etapa a la Volta a Veneçuela
  - Vencedor d'una etapa a la Volta a Costa Rica
- 2004
  - 1r a la Volta a Veneçuela i vencedor d'una etapa

### Resultats al Tour de França
- 1994: 23è de la classificació general
- 1995: 24è de la classificació general
- 1996: 89è de la classificació general

### Resultats al Giro d'Itàlia
- 1993: 38è de la classificació general
- 1994: 33è de la classificació general
- 1995: Abandona

### Resultats a la Volta a Espanya
- 1997: 41è de la classificació general
- 1998: 15è de la classificació general